# Anatolische Gämse
Die Anatolische Gämse (Rupicapra asiatica, deutsch auch Kleinasien-Gämse oder Türkische Gämse) ist eine in Kleinasien beheimatete Art der Ziegenartigen. Zusammen mit der Pyrenäen-Gämse und weiteren Arten gehört sie zur Gattung der Gämsen (Rupicapra). Sie wurde lange als Unterart der (Alpen-)Gämse aufgefasst, doch erkannte eine Revision der Hornträger durch Colin Peter Groves und Peter Grubb im Jahr 2011 diese als eigenständige Art an. Die Kaukasusgämse (R. a. caucasica), einst ebenfalls Unterart der Gämse, wird nun zur Anatolischen Gämse gezählt.

## Merkmale
Die Anatolische Gämse ist ein sehr selten diskutiertes und dokumentiertes Taxon. Die Beschreibung basiert daher im Wesentlichen auf der der Alpen-Gämse, als deren Unterart die Anatolische Gämse lange aufgefasst wurde.
Ausgewachsene Anatolische Gämsen haben eine Kopf-Rumpf-Länge von 125 bis 135 Zentimetern (ca. 96 bei  Weibchen), einen bis zu acht Zentimeter langen Schwanz, eine Widerristhöhe von 70 bis 85 Zentimetern und ein Gewicht von 25 bis 42 Kilogramm (Weibchen) bzw. 30 bis 50 Kilogramm (Männchen). Anatolische Gämsen verfügen über einen kräftigen, jedoch gedrungenen Körperbau. Der schlanke Hals trägt einen zur Schnauze hin stark verschmälerten, kurzen Kopf. Beide Geschlechter tragen Hörner, auch Krucken oder Krickel genannt. Diese werden bis zu 25 Zentimeter lang und sind drehrund. Sie sind an der Wurzel kreisförmig eingekerbt, gerade aufsteigend und an der Spitze rückwärts gebogen. Die Hörner werden im Gegensatz zu dem Geweih der Hirsche und des Rehwilds im Winter nicht abgeworfen. Die spitzen Ohren der Gämsen besitzen eine Länge von ca. einer halben Kopflänge.
Die Anatolische Gämse hat verhältnismäßig lange, kräftige Beine mit relativ großen Hufen. Gämsen haben im Unterschied zum Rotwild keine Tränengruben, aber eine sogenannte Brunftfeige. Dieses Drüsenorgan befindet sich in einer Höhlung hinter den Hörnern. Zur Brunftzeit sondert es ein schmieriges, streng riechendes Sekret ab.
Im Sommer ist die Gämse schmutzig rotbraun, auf der Unterseite hell rotgelb, auf dem Rücken mit einem schwarzbraunen Aalstrich, an der Kehle fahlgelb, im Nacken weißgelblich. Die Hinterseite der Schenkel ist weiß, der Schwanz auf der Unterseite und an der Spitze schwarz. Von den Ohren verläuft über die Augen hin eine schwarze Längsbinde.
Im Winter ist die Gämse oben dunkelbraun oder braunschwarz, am Bauch weiß, an den Füßen und am Kopf gelblichweiß, auf dem Scheitel und an der Schnauze etwas dunkler. Beide Kleider gehen unmerklich ineinander über. Jäger unterscheiden das große, dunkelbraune Waldtier von dem kleineren, rotbraunen Grattier.

## Verbreitung und Lebensraum

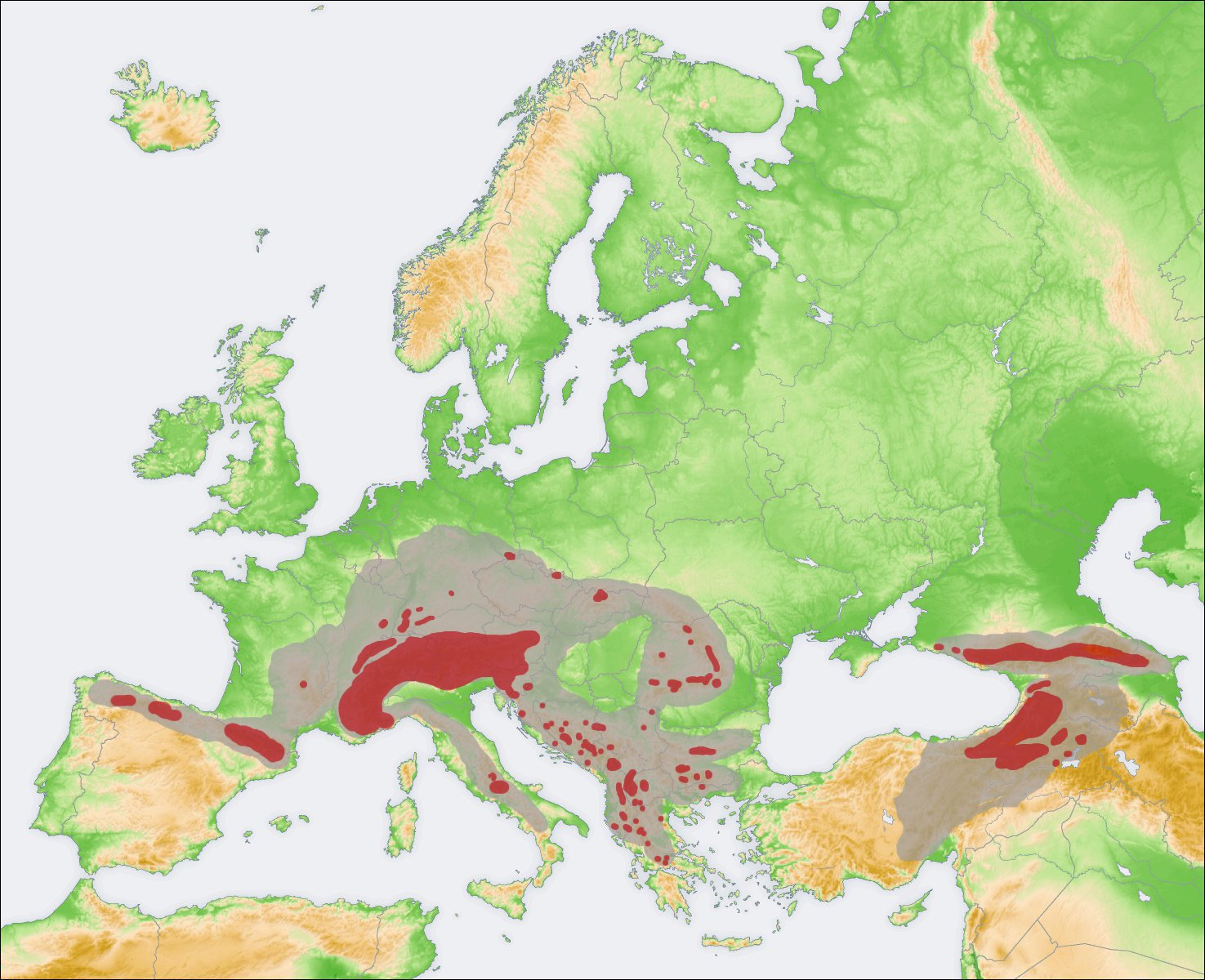
Verbreitungsgebiet der Gämsen (Rupicapra) im Holozän (grau) und heute (rot)

Anatolische Gämsen leben in den Hochgebirgen Vorderasiens bis zum Kaukasus; hier kommt die Unterart Kaukasusgämse (R. a. caucasica) vor. 
Als Lebensraum ist die Gämse auf steiles, möglichst teils felsiges Gelände angewiesen. Dort kommen ihre körperlichen Fähigkeiten am besten zum Tragen. So ermöglichen ein vergleichsweise großes Herz, ein hoher Anteil sauerstoffbindender roter Blutkörperchen und der spezielle Bau der spreizbaren Hufe den Gämsen Bewegungssicherheit und Leistungsvermögen unter diesen Bedingungen. Auch wird das Gefälle der Landschaft genutzt, um sich stets in einem geeigneten Mikroklima aufzuhalten, zumal bereits Temperaturen ab 12 Grad von den Tieren als eher unangenehm empfunden werden. Ob das Gelände bewaldet ist, hat im Grunde keine zentrale Bedeutung.

## Lebensweise
Weibchen und Jungtiere leben in Herden von 15 bis 30 Tieren. Die sozialen Bande ändern sich mit den Jahreszeiten. Im Sommer sind sie sehr intensiv. Zum Winter hin wird der Herdenzusammenhalt lockerer und manche Herden vermischen sich oder lösen sich auf. Böcke leben einzelgängerisch und suchen erst im Spätsommer eine Herde auf. Sie vertreiben die männlichen Jungtiere, wenn sie alt genug sind, und behaupten sich in Kämpfen gegen Geschlechtsgenossen. In der zweiten Novemberhälfte erfolgt dann die Paarung.
Ende Mai oder Anfang Juni wirft die Gämse ein, selten zwei oder drei Junge, die bald der Mutter folgen und drei Monate gesäugt werden. Die Tragzeit beträgt sechs Monate. Die Geißen werden nach zwei Jahren geschlechtsreif. Im dritten Jahr ist das Junge ausgewachsen. Die Gamsböcke erreichen ein Alter von 15 Jahren, die Weibchen werden bis zu 20 Jahre alt.
Ihre Nahrung besteht aus vor allem jungen Trieben von Sträuchern und Bäumen sowie aus Kräutern, Blättern und Gräsern, im Winter auch aus Moos und Flechten.